# قرض شیر
قرض شیر (به هندی: Doodh Ka Karz) فیلمی محصول سال ۱۹۹۰ و به کارگردانی آشوک گائکواد است. در این فیلم بازیگرانی همچون جکی شروف، نیلم کوتهاری، وارشا اوسگااونکار، پریم چوپرا، آریونا ایرانی، آمریش پوری، گلشن گروور ایفای نقش کرده‌اند.